# Luíza Tomé
Luíza Francineide Coutinho Tomé (sinh ngày 10 tháng 5 năm 1961, Amontada, Brazil, sau đó lớn lên ở Itapipoca)  là một nữ diễn viên người Brazil. Cô đã được biết đến với diễn xuất trong Globo telenovelas qua những năm 1990 và đầu những năm 2000, bao gồm các phim Pedra sobre Pedra, Một Indomada và Porto dos Milagres. Cô cũng đã diễn xuất trong phim và sân khấu.

## Nghề nghiệp
Lần xuất hiện trên truyền hình đầu tiên của Tomé là vào năm 1978 với telenovela Dancin 'Days của Rede Globo (Quả cầu mạng) trong một vai diễn phụ không nói trong tập 154. Trong một cảnh nhỏ, cô xuất hiện vài giây bên cạnh một trong những nhân vật chính, Raul (Eduardo Tornaghi) trong bữa tiệc đêm giao thừa.
Tomé bắt đầu diễn xuất trên truyền hình vào năm 1984 khi cô xuất hiện trong các phim truyền hình Globo Corpo một Corpo, mà cô theo sau với vai trò diễn viên chính trong ngân sách thấp 1985 bộ phim âm nhạc Tropclip. Thành công đã chỉ đến với cô năm 1989 khi cô đóng vai Carol trong telenovela Tieta.
Năm 1990, Tomé xuất hiện cùng Carlos Alberto Riccelli và Vera Fischer trong miniseries Riacho Doce. Trong những năm 1990, cô xuất hiện trong Global telenigsas Pedra sobre Pedra, Fera Ferida và A Indomada, trong số những người khác. Tomé cũng xuất hiện nhiều lần trong chương trình dài tập Vocalê Decide, nơi người xem chọn kết thúc.
Năm 2001, Tomé đã thu hút sự chú ý của giới truyền thông với vai diễn Rosa Palmeirão trong Porto dos Milagres. Vai diễn cuối cùng của Tomé cho Globo là trong Telenovela Começar de Novo của họ với vai Lúcia Borges.
Năm 2006, cô tham gia Rede Record (Record Network), trong các sản phẩm Cidadão Brasileiro và Luz do Sol, và loạt Os Óculos de Pedro Antão. Năm 2009, cô đóng vai Samantha trong bộ phim hài nổi tiếng bela, Feia (bela, the xấu xí).
Năm 2010, Luíza trở lại nhà hát với chương trình Mulheres Alteradas đối diện Mel Lisboa, Daniele Valente và André Bankoff.